# Klipper
Klipper — менеджер буфера обміну зі стільничного середовища KDE. Цей застосунок дозволяє користувачам Unix-подібних операційних систем, що використовують KDE взаємодіяти із буфером обміну. Він зберігає історію буфера обміну та дозволяє зв'язувати його вміст із діями застосунків. За допомогою цього застосунка можна переглядати свою історію буфера обміну та обирати з неї елементи, які необхідно скопіювати. Також підтримується пошук по історії буфера обміну.